# Pseudotaxiphyllum
Pseudotaxiphyllum är ett släkte av bladmossor som beskrevs av Z.Iwats.. Enligt Catalogue of Life ingår Pseudotaxiphyllum i familjen Plagiotheciaceae, men enligt Dyntaxa är tillhörigheten istället familjen Plagiotheciaceae.
Kladogram enligt Catalogue of Life och Dyntaxa:
| Pseudotaxiphyllum | \| \| Pseudotaxiphyllum densum \| \| \| \| \| \| Pseudotaxiphyllum distichaceum \| \| \| \| \| \| platt skimmermossa \| \| \| \| \| \| Pseudotaxiphyllum falcifolium \| \| \| \| \| \| Pseudotaxiphyllum fauriei \| \| \| \| \| \| Pseudotaxiphyllum homomallifolium \| \| \| \| \| \| Pseudotaxiphyllum laetevirens \| \| \| \| \| \| Pseudotaxiphyllum maebarae \| \| \| \| \| \| Pseudotaxiphyllum pohliaecarpum \| \| \| \| \| \| Pseudotaxiphyllum richardsii \| \| \| \| |
|                   | \| \| Pseudotaxiphyllum densum \| \| \| \| \| \| Pseudotaxiphyllum distichaceum \| \| \| \| \| \| platt skimmermossa \| \| \| \| \| \| Pseudotaxiphyllum falcifolium \| \| \| \| \| \| Pseudotaxiphyllum fauriei \| \| \| \| \| \| Pseudotaxiphyllum homomallifolium \| \| \| \| \| \| Pseudotaxiphyllum laetevirens \| \| \| \| \| \| Pseudotaxiphyllum maebarae \| \| \| \| \| \| Pseudotaxiphyllum pohliaecarpum \| \| \| \| \| \| Pseudotaxiphyllum richardsii \| \| \| \| |
|                   | Bardunovia |
|                   | |
|                   | Isocladiella |
|                   | |
|                   | skimmermossor |
|                   | |
|                   | sidenmossor |
|                   | |
|                   | Pseudotaxiphyllum densum |
|                   | |
|                   | Pseudotaxiphyllum distichaceum |
|                   | |
|                   | platt skimmermossa |
|                   | |
|                   | Pseudotaxiphyllum falcifolium |
|                   | |
|                   | Pseudotaxiphyllum fauriei |
|                   | |
|                   | Pseudotaxiphyllum homomallifolium |
|                   | |
|                   | Pseudotaxiphyllum laetevirens |
|                   | |
|                   | Pseudotaxiphyllum maebarae |
|                   | |
|                   | Pseudotaxiphyllum pohliaecarpum |
|                   | |
|                   | Pseudotaxiphyllum richardsii |
|                   | |

|  | Pseudotaxiphyllum densum          |
|  |                                   |
|  | Pseudotaxiphyllum distichaceum    |
|  |                                   |
|  | platt skimmermossa                |
|  |                                   |
|  | Pseudotaxiphyllum falcifolium     |
|  |                                   |
|  | Pseudotaxiphyllum fauriei         |
|  |                                   |
|  | Pseudotaxiphyllum homomallifolium |
|  |                                   |
|  | Pseudotaxiphyllum laetevirens     |
|  |                                   |
|  | Pseudotaxiphyllum maebarae        |
|  |                                   |
|  | Pseudotaxiphyllum pohliaecarpum   |
|  |                                   |
|  | Pseudotaxiphyllum richardsii      |
|  |                                   |

## Bildgalleri

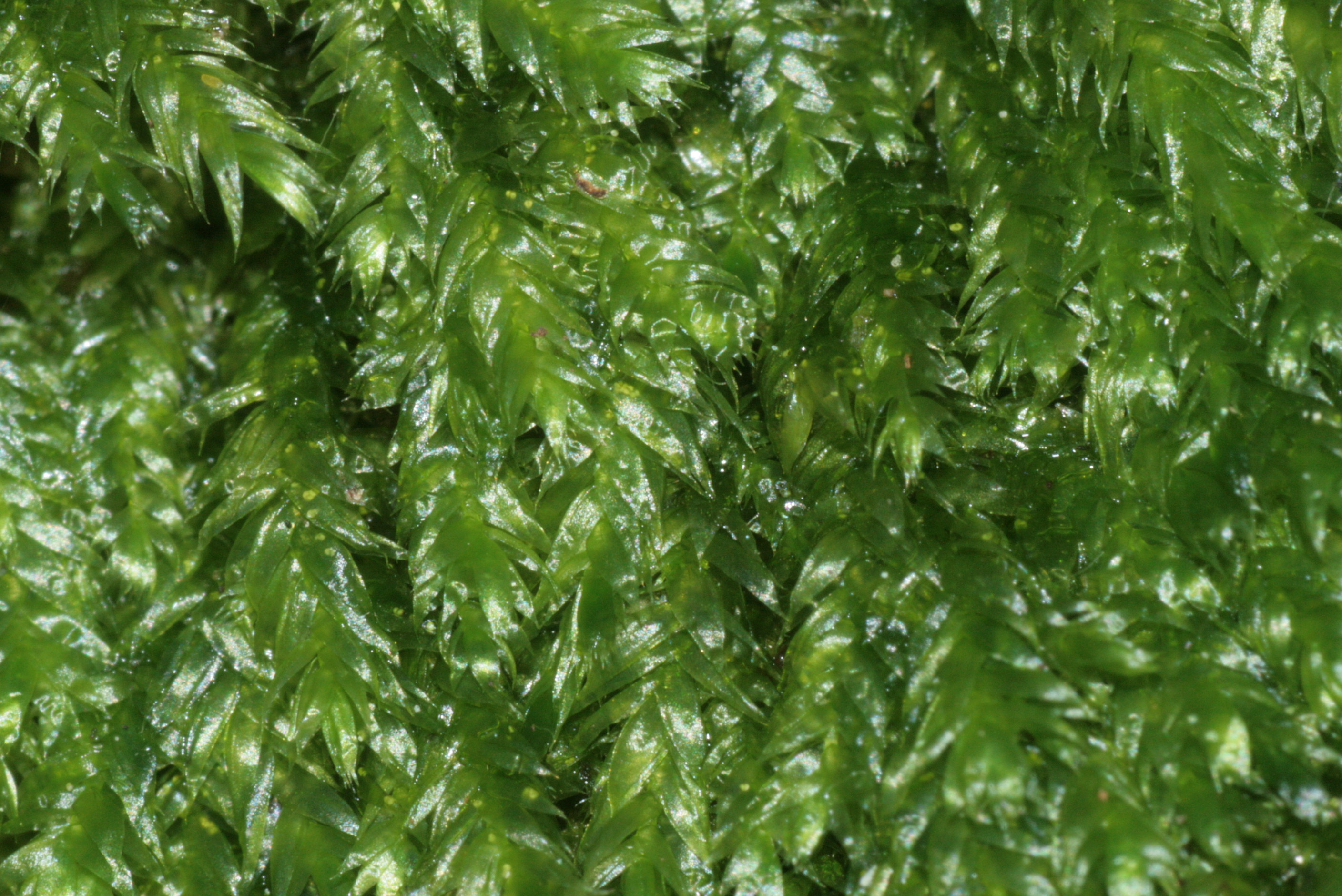
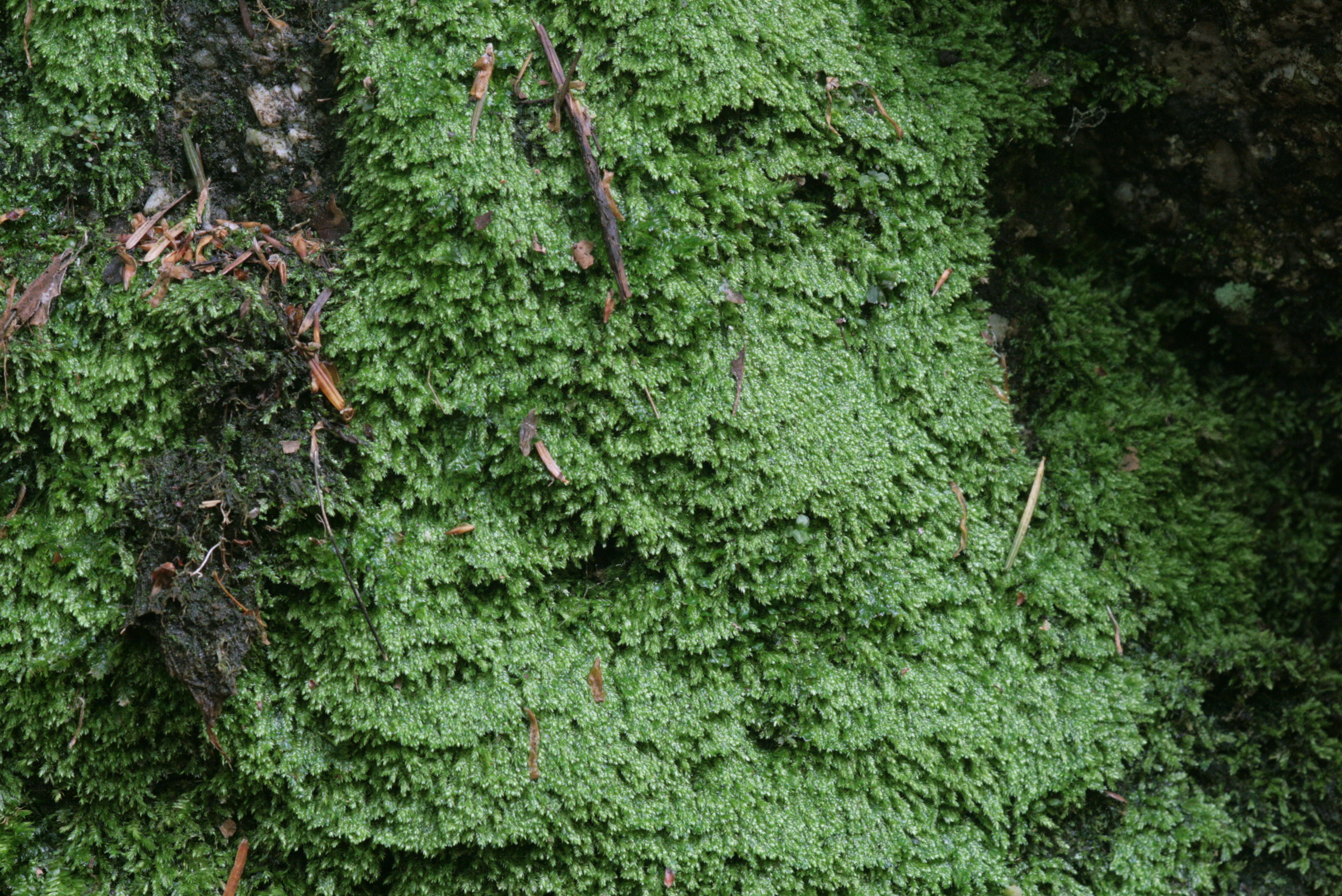
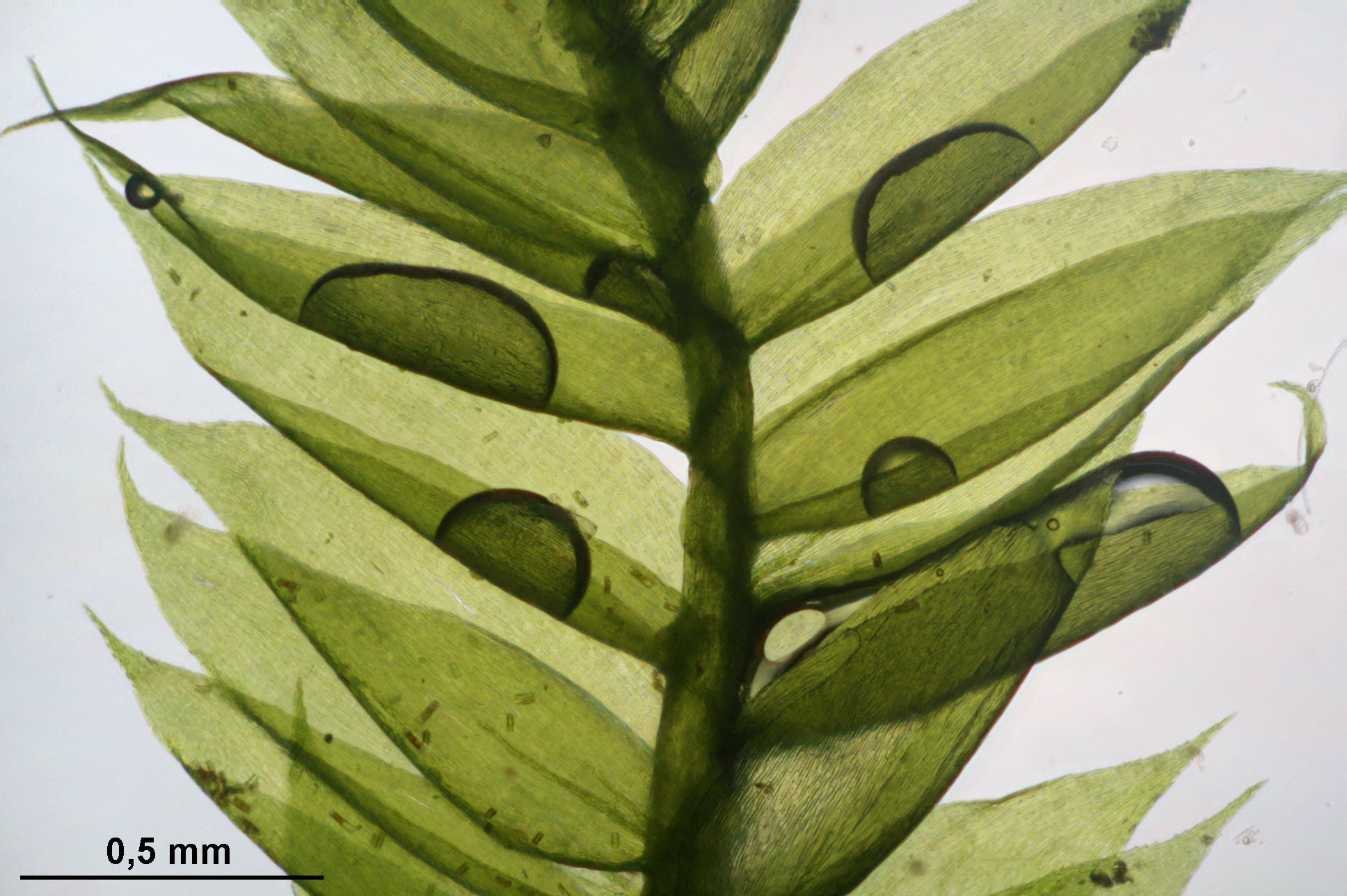
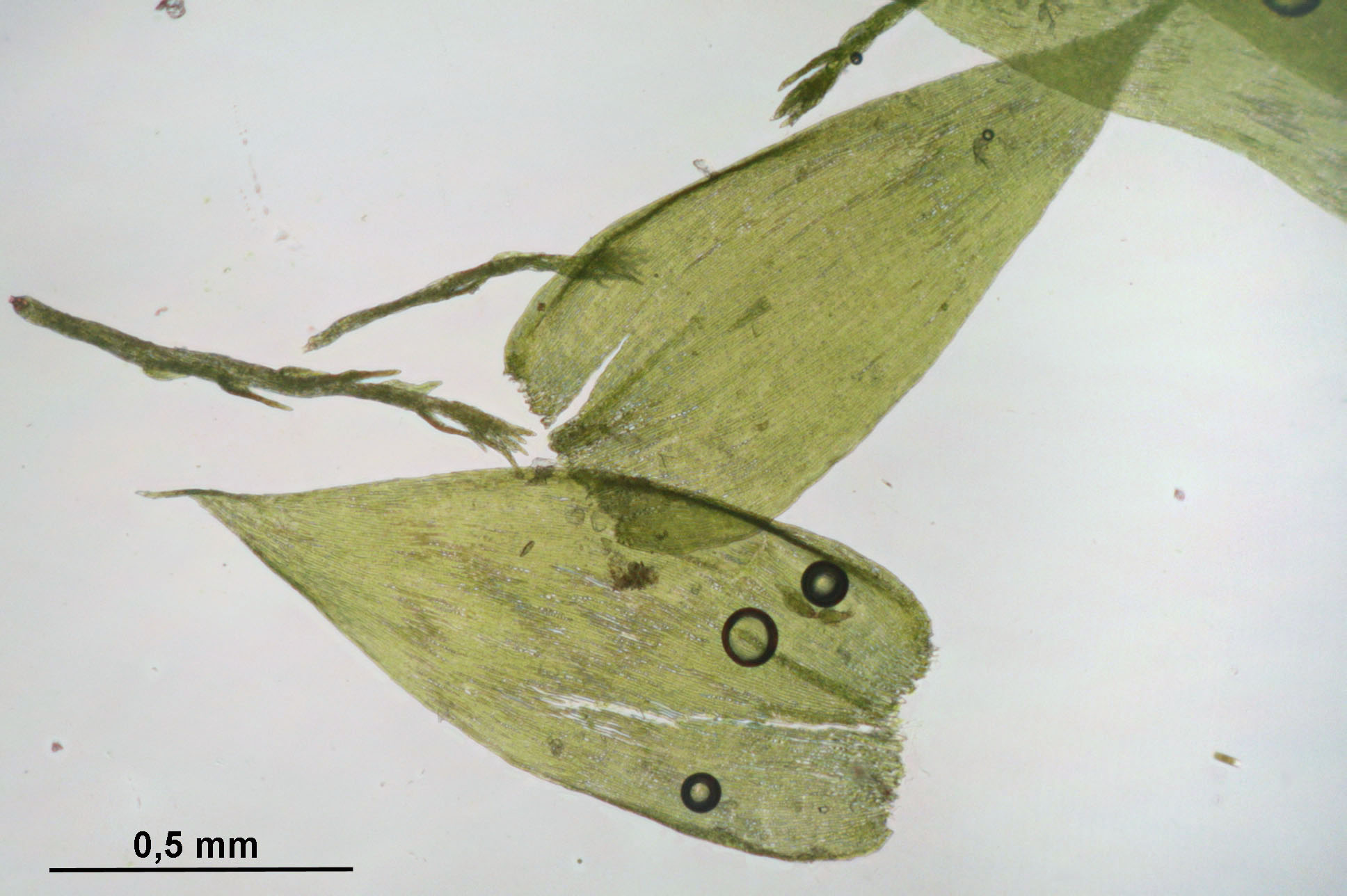
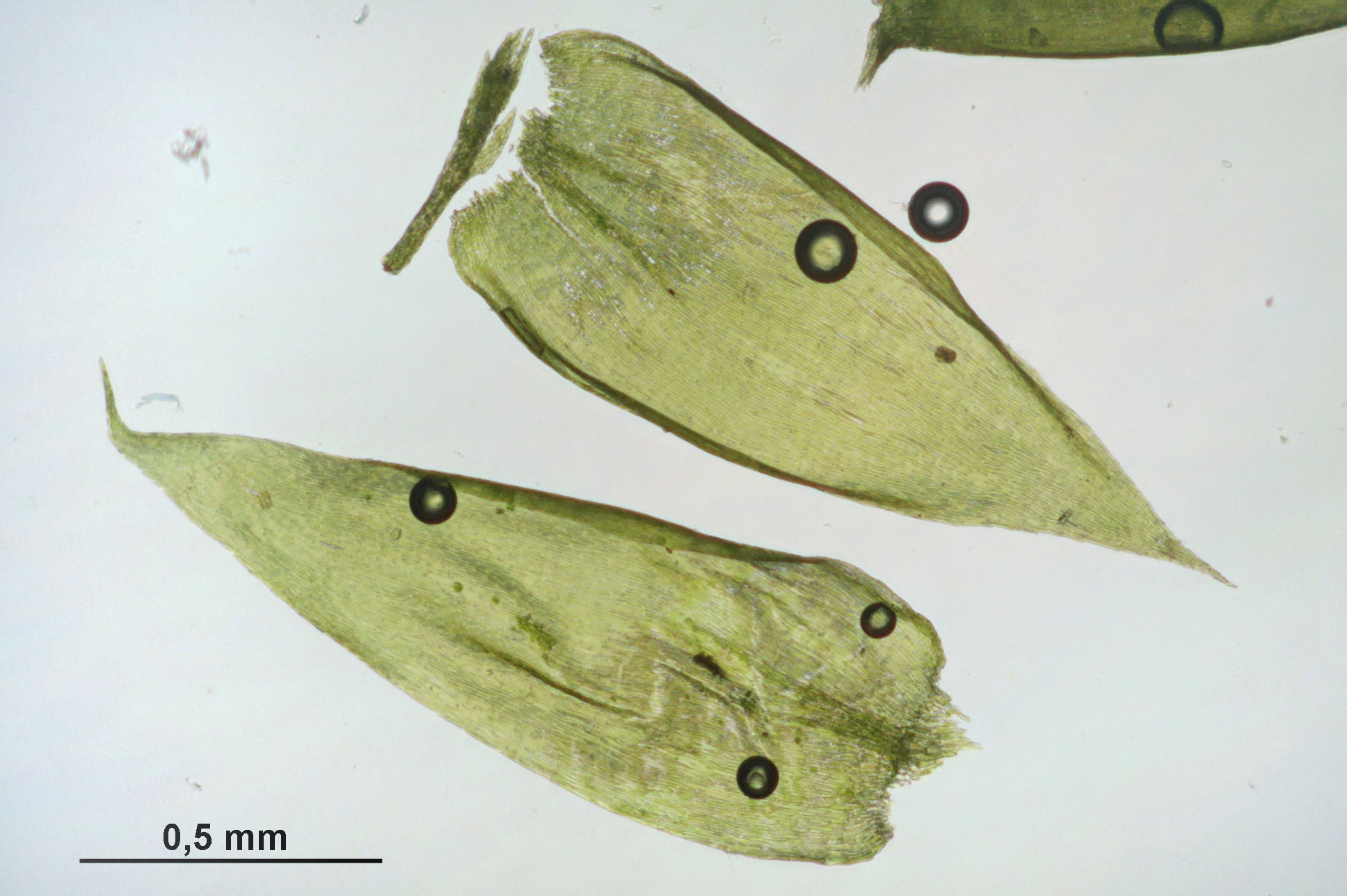
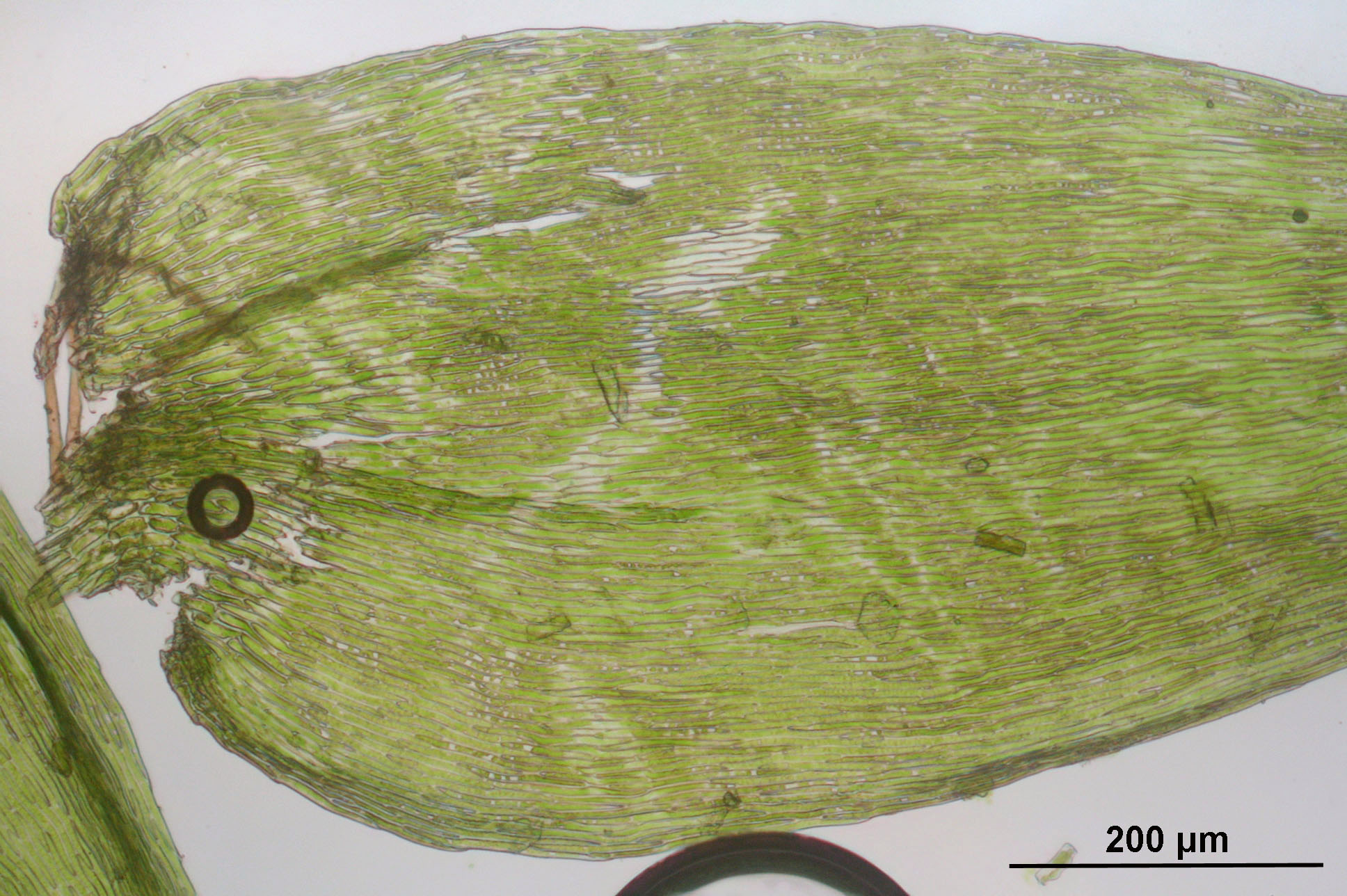